# Persépolis Football Club
Maillots
Actualités
Le Persépolis Football Club (en persan : باشگاه فوتبال پرسپولیس), plus couramment abrégé en Persépolis, est un club iranien de football fondé en 1967 et basé à Téhéran, la capitale du pays.
Le club est le plus titré d'Iran, les rencontres contre le club Esteghlal donnent lieu au derby de Téhéran.
Le club était aussi connu sous le nom de Pirouzi.

## Historique
En 1963, est fondé le club omnisports Persepolis Sports Club, les sections majeures étaient le basketball et le volleyball. L'équipe de football jouait en deuxième division.
En 1967, le club Shahin FC, fondé en 1942, est dissout pour des raisons politiques. La majorité de ses joueurs s'engagent alors avec Persépolis. Avec ces renforts le club s'établit au sommet du football iranien et remporte son premier titre de champion en 1972. 
En 1990, le club remporte son premier titre continental, la Coupe d'Asie des vainqueurs de coupe de football. Dans les années 90 il évoluera toujours dans les premières places.
En 1987, le club est renommé Pirouzi (Victoire en iranien), contre l'avis des supporteurs. Depuis avril 2012, le club est revenu à son appellation d'origine.

## Identité du club

### Logos

Ancien logo du club
Logo actuel du club

## Palmarès
| Compétitions nationales | Compétitions internationales |
| --- | --- |
| \| - Championnat d'Iran (16) : - Champion : 1971-72, 1973-74, 1975-76, 1995-96, 1996-97, 1998-99, 1999-00, 2001-02, 2007-08, 2016-17, 2017-18, 2018-19, 2019-20, 2020-21, 2022-23 et 2023-24. - Vice-champion : 1974-75, 1976-77, 1977-78, 1989-90, 1992-93, 1993-94, 2000-01, 2013-14,k 2015-16 et 2021-22. - Coupe d'Iran (7) : - Vainqueur : 1987-88, 1990-91, 1998-99, 2009-10, 2010-11, 2018-19 et 2022-23. - Finaliste : 2005-06 et 2012-13. - Supercoupe d'Iran (5) : - Vainqueur : 2017, 2018, 2019, 2020 et 2023 - Finaliste : 2021 et 2024. \| | - Ligue des champions d'Asie : - Finaliste : 2018 et 2020. - Coupe d'Asie des vainqueurs de coupe (1) : - Vainqueur : 1990-91. - Finaliste : 1992-93. |
| - Championnat d'Iran (16) : - Champion : 1971-72, 1973-74, 1975-76, 1995-96, 1996-97, 1998-99, 1999-00, 2001-02, 2007-08, 2016-17, 2017-18, 2018-19, 2019-20, 2020-21, 2022-23 et 2023-24. - Vice-champion : 1974-75, 1976-77, 1977-78, 1989-90, 1992-93, 1993-94, 2000-01, 2013-14,k 2015-16 et 2021-22. - Coupe d'Iran (7) : - Vainqueur : 1987-88, 1990-91, 1998-99, 2009-10, 2010-11, 2018-19 et 2022-23. - Finaliste : 2005-06 et 2012-13. - Supercoupe d'Iran (5) : - Vainqueur : 2017, 2018, 2019, 2020 et 2023 - Finaliste : 2021 et 2024.       | |

## Entraîneurs
| N° | Pays              | Nom                 | Période   |
| -- | ----------------- | ------------------- | --------- |
| 1  |                   | Rajab Faramarzi     | 1964-1967 |
| 2  |                   | Parviz Dehdari      | 1968-1969 |
| 3  |                   | Rajab Faramarzi     | 1969-1970 |
| 4  |                   | Hossein Fekri       | 1970-1971 |
| 5  |                   | Alan Rogers         | 1971-1974 |
| 6  |                   | Homayoun Behzadi    | 1975      |
| 7  |                   | Buyuk Vatankhah     | 1975-1976 |
| 8  | Drapeau de l'URSS | Ivan Kuonoev        | 1976-1977 |
| 9  |                   | Mansour Amirasefi   | 1977      |
| 10 |                   | Parviz Ghelichkhani | 1977      |
| 11 |                   | Mehrab Shahrokhi    | 1977-1982 |
| 12 |                   | Ali Parvin          | 1982-1988 |
| 13 |                   | Masoud Moeini       | 1988      |
| 14 |                   | Ali Parvin          | 1988-1993 |
| 15 |                   | Mahmoud Khordbin    | 1993      |
| 16 |                   | Mohammad Panjali    | 1993-1994 |
| 17 |                   | Vladislav Brajevic  | 1994      |
| 18 |                   | Hamid Derakhshan    | 1994-1995 |
| 19 |                   | Hans-Jürgen Gede    | 1995      |
| 20 |                   | Stanko Poklepović   | 1995-1997 |
| 21 |                   | Hamid Derakhshan    | 1997      |

| N° | Pays | Nom                 | Période     |
| -- | ---- | ------------------- | ----------- |
| 22 |      | Tomislav Ivić       | 1997-1998   |
| 23 |      | Ivica Matković      | 1998        |
| 24 |      | Ali Parvin          | 1998-2003   |
| 25 |      | Vinko Begović       | 2003-2004   |
| 26 |      | Rainer Zobel        | 2004-2005   |
| 27 |      | Ali Parvin          | 2005-2006   |
| 28 |      | Arie Haan           | 2006        |
| 29 |      | Mustafa Denizli     | 2006-2007   |
| 30 |      | Afshin Ghotbi       | 2007-2008   |
| 31 |      | Afshin Peyrovani    | 2008-2009   |
| 32 |      | Nelo Vingada        | 2009        |
| 33 |      | Zlatko Kranjčar     | 2009-2010   |
| 34 |      | Ali Daei            | 2010-2014   |
| 35 |      | Branko Ivanković    | 2015-2019   |
| 36 |      | Gabriel Calderón    | 2019-2020   |
| 37 |      | Yahya Golmohammadi  | 2020-2024   |
| 38 |      | Osmar Loss          | 2024        |
| 39 |      | Juan Carlos Garrido | 2024        |
| 40 |      | Karim Bagheri       | 2024-2025   |
| 41 |      | Ismail Kartal       | Depuis 2025 |

## Anciens joueurs
- Omid Alishah
- Ahmad Reza Abedzadeh
- Karim Bagheri
- Alireza Beiranvand
- Ali Daei
- Jalal Hosseini
- Safar Iranpak (en)
- Hossein Kalani
- Ali Karimi
- Javad Kazemian
- Mehdi Mahdavikia
- Hossein Mahini
- Bahram Mavaddat
- Mehrdad Minavand
- Nima Nakisa
- Mohammad Nouri (en)
- Ali Parvin
- Afshin Peyrovani
- Ramin Rezaeian
- Mehdi Taremi